# 李蓝炎
李蓝炎（1915年—1988年），男，浙江海宁人，中华人民共和国政治人物，曾任浙江省政协副主席，浙江省人大常委会副主任。